# Blitzers
Blitzers (кор. 블리처스, стилізується як BLITZERS) — південнокорейський бой-бенд, створений Wuzo Entertainment у 2021 році. Гурт складається з семи учасників: Джінхва, Ґоу_Ю, Джухан, Ся, Лутан, Кріс, Уджу. Вони дебютували 12 травня 2021 року з мініальбомом Check-In.

## Учасники
Адаптовано з їхнього профілю на Melon.
- Джінхва (кор. 진화)
- Ґоу_Ю (кор. 고유)
- Джухан (кор. 주한)
- Ся (кор. 샤)
- Кріс (кор. 크리스)
- Лутан (кор. 루탄)
- Уджу (кор. 우주)

## Дискографія

### Мініальбоми
| Назва     | Деталі                                                                                           | Пікові позиції у чартах | Продажі                  |
| Назва     | Деталі                                                                                           | KOR                     | Продажі                  |
| --------- | ------------------------------------------------------------------------------------------------ | ----------------------- | ------------------------ |
| Check-In  | - Реліз: 12 травня 2021 - Лейбл: Wuzo Entertainment - Формат: CD, цифрове завантаження, стриминг | 12                      | - Південна Корея: 10,665 |
| Seat-Belt | - Реліз: 6 жовтня 2021 - Лейбл: Wuzo Entertainment - Формат: CD, цифрове завантаження, стриминг  | 11                      | - Південна Корея: 28,883 |
| Win-Dow   | - Реліз: 20 липня 2022 - Лейбл: Wuzo Entertainment - Формат: CD, цифрове завантаження, стриминг  | 10                      | - Південна Корея: 35,727 |

### Сингл-альбоми
| Назва                    | Деталі                                                                                           | Пікові позиції у чартах | Продажі                  |
| Назва                    | Деталі                                                                                           | KOR                     | Продажі                  |
| ------------------------ | ------------------------------------------------------------------------------------------------ | ----------------------- | ------------------------ |
| Bobbin                   | - Реліз: 3 січня 2022 - Лейбл: Wuzo Entertainment - Формат: CD, цифрове завантаження, стриминг   | 13                      | - Південна Корея: 18,336 |
| Macarena (кор. 마카레나) | - Реліз: 24 квітня 2023 - Лейбл: Wuzo Entertainment - Формат: CD, цифрове завантаження, стриминг | 17                      | - Південна Корея: 28,540 |

### Сингли
| Назва                                | Рік  | Альбом    |
| ------------------------------------ | ---- | --------- |
| «Breathe Again»                      | 2021 | Check-In  |
| «Will Make a Mistake» (실수 좀 할게) | 2021 | Seat-Belt |
| «Bobbin» (끄덕끄덕끄덕)              | 2022 | Bobbin    |
| «Hit the Bass»                       | 2022 | Win-Dow   |
| «Macarena» (마카레나)                | 2023 | Macarena  |

### Саундтреки
| Назва           | Рік  | Альбом                           |
| --------------- | ---- | -------------------------------- |
| «Beautiful Day» | 2022 | Cherry Blossoms After Winter OST |
| «Show You»      | 2022 | Beautiful Moment OST Pt.3        |

## Нагороди і номінації
| Нагорода                    | Рік  | Категорія                  | Номінант(и) | Результат | Прим.  |
| --------------------------- | ---- | -------------------------- | ----------- | --------- | ------ |
| Asia Artist Awards          | 2021 | Focus Award — Music        | Blitzers    | Перемога  | [ 9 ]  |
| K-Global Heart Dream Awards | 2022 | K-Global Rising Star Award | Blitzers    | Перемога  | [ 10 ] |